# Жоан Капдевила
Жоан Капдевила и Мендез (на каталонски: Joan Capdevila i Méndez, произнесено [ʒuˈan kəbdəˈβiɫə]) е испански футболист, който играе за отбора на НортИйст Юнайтед, както и за Националния отбор на Испания. Обичайният му пост на който се изявява е ляв защитник, но той може да играе еднакво сполучливо още като ляво крило или централен защитник. Роден е на 3 февруари 1978 година в Тарега, Каталония Испания.

## Състезателна кариера
Продукт на школата на Еспаньол, Жоан Капдевила прави дебюта си за каталунския клуб през сезон 1998-99, при равенството 2:2 със Атлетик Билбао. През следващия сезон се присъединява към състава на Атлетико Мадрид.
Въпреки че изиграва 30 срещи с „дюшекчиите“, в следващия сезон през лятото на 2000 г., Жоан преминава в Депортиво Ла Коруня през лятото на 2000 г.
През сезон 2007-08, се присъединява към отбора на Виляреал, и става твърд титуляр като взима участие във всички срещи на отбора. В същия сезон става вицешампион на Примера Дивисион и с отбора на Виляреал се класира за Шампионската лига.
На 16 октомври 2002 прави дебюта си за Националния отбор на Испания в мач срещу Парагвай, завършил 0:0, а първия си гол за „Ла фурия“ вкарва на 17 ноември 2007 г., след като влиза като резерва срещу Швеция, а срещата завършва 3:0.
На 6 февруари 2008 година в Малага, Капдевила вкарва победното попадение за 1:0 срещу Франция в международна приятелска среща. Впоследствие е един от отбора на Испания спечелили европейската титла на Евро 2008, където е неизменен титуляр и взима участие във всичките срещи.

## Отличия
- Депортиво Ла Коруня
  - Купа на Краля - 2002
- Виляреал
  - Вицешампион Примера Дивисион – 2007/08
- Испания
- Световен шампион - ЮАР 2010
  - Сребърен медал – Летни олимпийски игри Сидни 2000
  - Шампион Евро 2008